# Demos Shakarian
Demos Shakarian (ur. 21 lipca 1913 Downey w Kalifornii, zm. 19 lipca 1993) – chrześcijański przedsiębiorca ormiańskiego pochodzenia z Los Angeles, założyciel Full Gospel Business Men's Fellowship International (FGBMFI). W Polsce organizacja działa pod nazwą „Międzynarodowa Społeczność Biznesmenów Pełnej Ewangelii – Chrześcijanie w Biznesie” (FGBMFI). Historia jego życia oraz FGBMFI jest tematem książki The Happiest People on Earth w polskim tłumaczeniu „Najszczęśliwsi na świecie”' napisanej przez Johna i Elizabeth Sherrill (Guideposts Magazine) i opublikowanej w 1975 roku. Książka ta została przetłumaczona na wiele języków i stała się bestsellerem.

## Literatura
- Elizabeth Sherrill: The happiest people on earth : the long-awaited personal story of Demos Shakarian. Steward Press, 1975. ISBN 0-8007-8362-X. (ang.). Brak numerów stron w książce
- Elizabeth Sherrill: Najszczęśliwsi na świecie : fascynująca historia Demosa Shakariana / spisane przez Johna i Elizabeth Sherrill. Warszawa: Kompas, 2007, s. 177. ISBN 83-912638-1-9. (pol.).